# Télégramme
Pour l’article ayant un titre homophone, voir Telegram.
Pour le film roumain, voir Télégrammes (film).

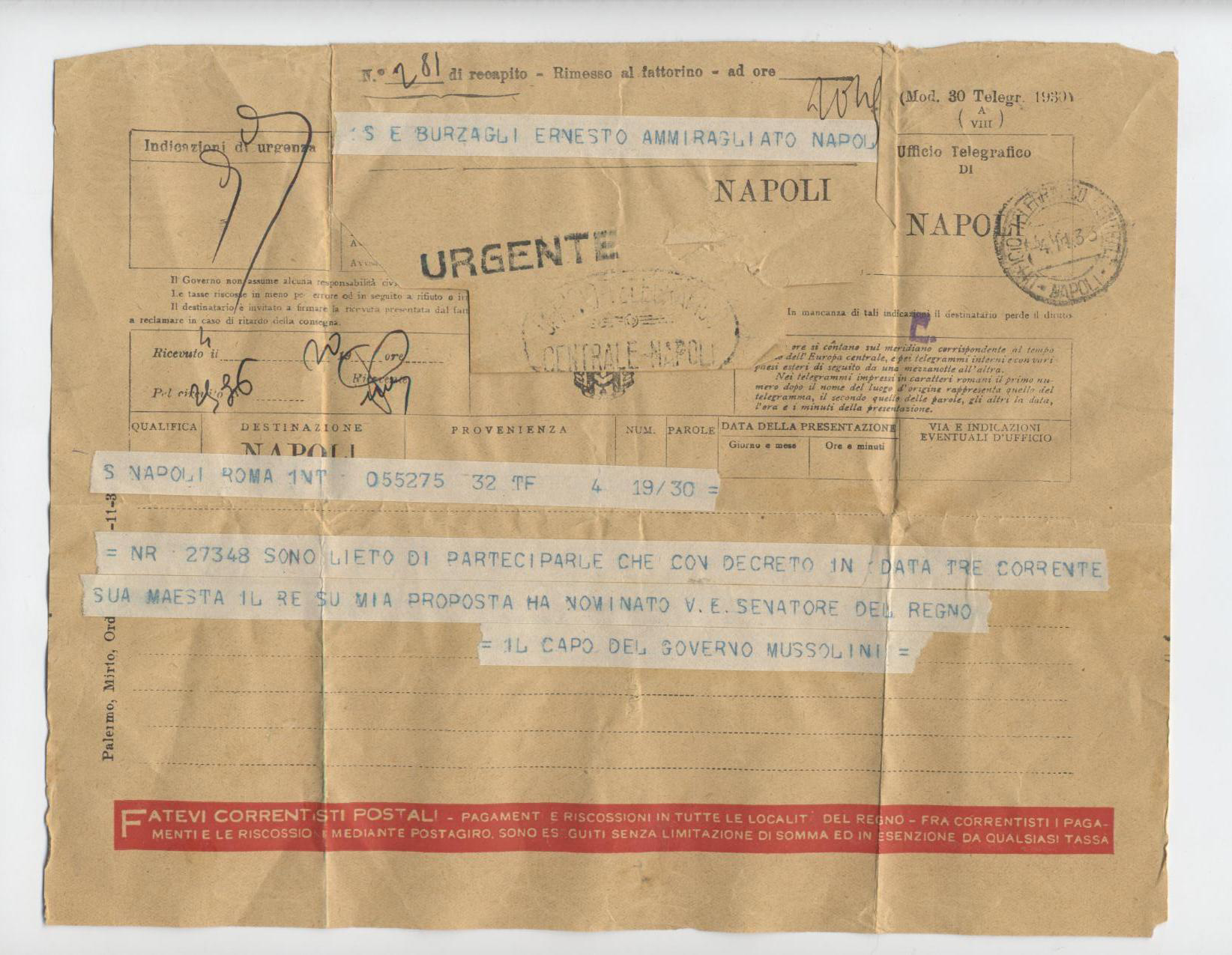
Télégramme envoyé à Ernesto Burzagli par Benito Mussolini (1933).

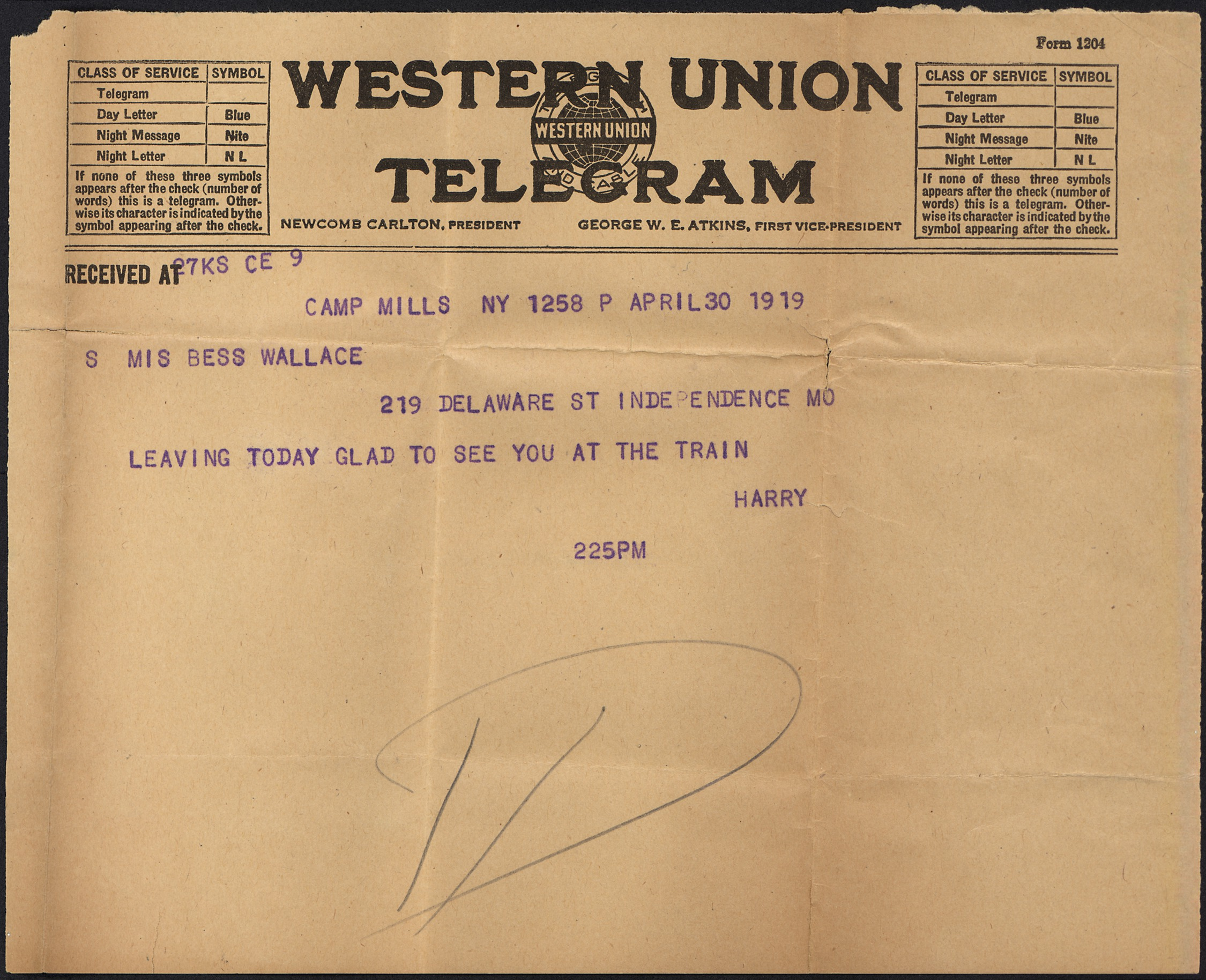
Télégramme de la Western Union de Harry S. Truman envoyé à sa fiancée Bess Wallace en 1919.

Un télégramme est un message envoyé par télégraphe.

## Télégrammes célèbres
- Le télégramme de Panizzardi est une demande codée reliée à l'Affaire Dreyfus et déchiffrée par l'équipe du chiffre du Quai d'Orsay.
- Télégramme Zimmermann, envoyé par le ministre des Affaires étrangères de l'Empire allemand, Arthur Zimmermann, le 16 janvier 1917, à l'ambassadeur allemand au Mexique, Heinrich von Eckardt. Il donnait l'instruction à l'ambassadeur de se mettre en contact avec le gouvernement mexicain et de lui proposer une alliance contre les États-Unis. Il fut intercepté par les Britanniques et son contenu a accéléré l'entrée en guerre des États-Unis.
- Télégramme Riegner, envoyé par Gerhart Riegner, avocat allemand exilé en Suisse et représentant du Congrès juif mondial dans le pays, le 8 août 1942, au ministère des Affaires étrangères britannique et au Département d’État américain, pour les avertir du plan nazi d'extermination des Juifs.

## Câblogramme et radiotélégramme

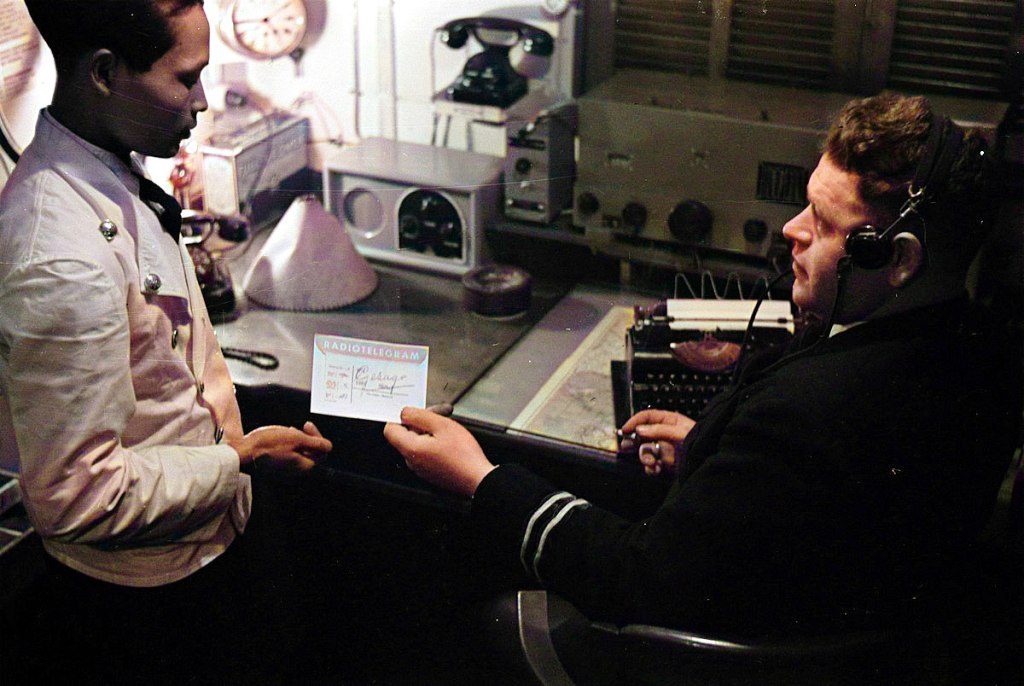
Remise d'un radiotélégramme.

Tandis qu'un câblogramme est une forme de télégramme transmis par câble électrique (dans le film Good Morning England (The Boat That Rocked en VO), l'ensemble des animateurs est relié au continent par un câble de ce type), un radiotélégramme (ou radiogramme) est une forme de télégramme émis ou reçu par ondes radio (télégraphie sans fil), en provenance ou à destination d'une station mobile ou fixe.
Comme les câblogrammes et les premiers télégrammes les messages « radio » commerciaux, militaires ou administratifs étaient généralement codés tant pour des raisons de confidentialité que d'abaissement du coût de transmission. Les blocs, comme YGFA ou 297MT, avaient ainsi une signification préétablie : voir code commercial.

## Dénominations
En France, la réforme tarifaire en 1879 (tarif appliqué à la carte et non plus selon le nombre de mots) sur les télégrammes acheminés par tube pneumatique met en place plusieurs types de télégrammes dont des cartes pneumatiques imprimées sur du papier de couleur bleu-gris, d'où le nom de « bleu » ou de « petit bleu » donné parfois aux télégrammes. Dans ce sens, l'idée d'information rapide du télégramme a donné « Le Petit Bleu » comme titre de nombreux journaux.

## Disparition progressive du télégramme
Le succès du télégramme a été malmené par le télex, par le fax, par la généralisation du téléphone et du courrier électronique (dans cet ordre). Il survit toujours dans certains pays, par exemple aux États-Unis, mais pas par Western Union qui y a cessé ce service le 27 janvier 2006 ; 21 000 télégrammes seulement y avaient été envoyés en 2005 contre 200 millions en 1929.
En France, Orange a assuré un service appelé « télégramme » jusqu'en 2018, mais ce n'était plus un message transmis à l'aide du télégraphe ; le message était téléphoné ou transmis par courrier simple sans garantie d'acheminement dans des délais fixés. Le service a fermé le 30 avril 2018 à 23 h 59. Le dernier télégramme en France a été transmis le 30 avril 2018 à 21 h 5.
En Belgique, Proximus, qui avait le monopole du télégramme, arrête ce service le 29 décembre 2017,.
En Suisse, Swisscom, le successeur des PTT (Poste, Télégraphe, Télécom), arrête le trafic des télégrammes en 2001. 